# New Super Mario Bros. 2
New Super Mario Bros. 2 est un jeu vidéo de plates-formes de la série Super Mario, développé par Nintendo EAD, sorti le 28 juillet 2012 au Japon, et en août 2012 dans le reste du monde sur Nintendo 3DS. Le jeu fait suite à New Super Mario Bros sorti en 2006 sur Nintendo DS.
Bien que le scénario soit similaire aux autres jeux vidéo Mario, dans lesquels il faut aller sauver la princesse Peach des griffes de Bowser en traversant différents mondes, le jeu se démarque par un objectif inédit dans la série : la collecte d'un million de pièces.
Le jeu a reçu des critiques légèrement moins positives que l'épisode précédent, avec comme reproche principal le manque d'innovation, une difficulté jugée trop faible et une durée de vie limitée si on ne tient pas en compte de l'objectif du million de pièces.

## Cadre
Le jeu commence par une cinématique qui débute au château de la princesse Peach. Mario et Luigi, vêtus d'une tenue de Raton laveur, quittent le château en volant. Après avoir attrapé quelques pièces dans le ciel et avoir mis pied à terre, Mario et Luigi se font percuter par le Clown-Car de Bowser piloté par les Koopalings. Ils découvrent alors qu'ils ont enlevé la princesse.
Mario et Luigi se mettent à suivre le vaisseau de mondes en mondes en éliminant les Koopalings avant d'arriver jusqu'au château de Bowser. Après avoir réussi à actionner un interrupteur permettant de faire disparaître le pont sur lequel se trouve Bowser, les Koopalings arrivent et envoient une poudre magique afin de rendre Bowser géant. Finalement, après avoir réussi à esquiver les pièges envoyés par Bowser, Mario réussit à actionner un interrupteur faisant tomber Bowser dans la lave. Mario retourne alors au château de la princesse Peach en la tenant dans ses bras. On aperçoit dans le générique de fin Bowser se faire trimballer par la queue par les Koopalings se trouvant dans le Clown-Car, avant de s'écraser sur le sol.

## Système de jeu

### Généralités
New Super Mario Bros. 2 reprend le gameplay de son prédécesseur New Super Mario Bros. sorti sur Nintendo DS.
Les pièces d'or ont une grande importance sur le gameplay du jeu. En effet, pour finir le jeu, il est nécessaire d'en collecter un million afin de finir totalement le jeu. Cependant, le jeu n'est pas totalement fini car en plus du million de pièces, on peut gagner le maximum qui est de 9 999 999 pièces. Au bout de 1 000 000 pièces, on obtient un nouvel écran titre ; et de même pour les 9 999 999 pièces. Pour cela, de nombreux nouveaux objets sont disponibles afin d'arriver à cet objectif.
Côté boss, le jeu marque le retour de Reznor qui apparaissaient déjà dans Super Mario World, qui sont présents dans chaque tour et le retour des Koopalings et de Bowser Skelet. Il marque aussi l'apparition de nouveaux personnages en squelette, comme la plante piranha ou le goomba et le Boohemoth. Ce jeu marque l'absence de Bowser Jr. pour la première fois dans un New Super Mario Bros ceci étant il revient dans la suite New Super Mario Bros. U.
Un mode Pièces en folie est également de la partie, dans lequel il faut parcourir des séries de trois niveaux choisis aléatoirement en ramassant le plus de pièces d'or possible, en ayant qu'une vie et avec un temps limité par niveau. Les scores obtenus peuvent alors être comparés grâce à la fonction StreetPass. Comme dans Super Mario Galaxy 2, six mondes principaux sont présents, mais trois mondes spéciaux sont déblocables.

### Pouvoirs
Mario dispose de nombreux pouvoirs dans New Super Mario Bros. 2, en plus des pouvoirs classiques provenant des anciens Super Mario Bros.. Comme l'or fait intégralement partie du système de jeu, la plupart des pouvoirs possède une version en or.
Transformation :
- Super Champignon : Un champignon rouge permettant à Mario de devenir Super Mario. Il peut casser des bloc de briques sous cette forme.
- Fleur de Feu : Une fleur rouge et jaune permettant à Mario de lancer des boules de feu.
- Super Étoile : Une étoile rendant Mario invincible durant un temps limité.
- Mini Champignon : Un petit champignon bleu qui donne à Mario une taille minuscule. Il peut sauter plus haut, courir sur l'eau et passer dans des passages étroits, mais perdra une vie au moindre contact.
- Super Feuille : Une feuille orange qui donne à Mario une queue de tanuki (une queue de renard pour Luigi). Il peut ralentir sa chute, faire des balayages et voler s'il a pris assez d'élan en courant.
- Méga Champignon : Un gros champignon orange qui donne à Mario une taille colossale pour un temps limité. Il est invincible et peut tout détruire (tuyaux compris).
- Fleur Dorée : Une fleur en or qui change Mario en or (en argent pour Luigi). les boules d'or (ou argent) changent les briques en pièces, et permettent également de gagner des pièces en tuant des ennemis avec. Vous recevez plus de pièces grâce à cet objet.

Autres objets dorés :
- Brique Dorée : une brique dorée qui apparaît si Mario frappe d'affilée une brique 10 pièces et qui transforme la tête de Mario en bloc doré s'il saute par en dessous ou en faisant une charge au sol. Lui permet d'obtenir des pièces.
- Anneau Doré : un anneau en or qui change les ennemis en or pour un temps limité.
- Champignon Doré : un champignon en or ayant la valeur de 50 ou 100 pièces si Mario le ramasse (uniquement dans Pièces en folie).

Si le joueur meurt cinq fois de suite au même endroit dans un niveau, un bloc contenant une Feuille d'invincibilité, semblable au costume de tanuki apparu dans Super Mario 3D Land, apparaîtra et permettra une nouvelle fois de rendre Mario invincible pour la suite du niveau. C'est une sorte de Super Étoile mixée à la Super Feuille, mais illimitée. Il est aussi possible de courir sur l'eau comme pour le Mini Champignon.

### Mode multijoueur
New Super Mario Bros. 2 propose un mode multijoueur dans lequel deux joueurs peuvent accomplir des niveaux en coopération. Le jeu utilise également le StreetPass de la Nintendo 3DS afin d'échanger des données avec les autres joueurs.

### Contenu additionnel et SpotPass
Le jeu propose des parcours supplémentaires pour le mode Pièces en folie via la boutique du jeu en téléchargements payants.
Un compteur de pièces commun à tous les joueurs du monde est mis en ligne par Nintendo. Les possesseurs du jeu peuvent le recevoir via SpotPass afin de voir l'évolution mondiale du nombre de pièces collectés.

## Développement
En novembre 2010, Shigeru Miyamoto annonce que deux jeux Super Mario sont en développement sur Nintendo 3DS, un premier en 2D avec scrolling horizontal et le second en 3D. Peu après la sortie de Super Mario 3D Land, le jeu en 2D, toujours sans nom, a été annoncé lors d'une conférence trimestrielle de Satoru Iwata, fin janvier 2012, pour l'année fiscale suivante, afin de boster les ventes de la Nintendo 3DS. Il déclare alors que "bien qu'il n'y ait pas de logo ici, nous prévoyons de sortir un tout nouveau jeu d'action Super Mario en 2D et avec défilement horizontal en tant que titre clé pour la Nintendo 3DS dans la prochaine année fiscale". Il a finalement été annoncé sous le nom New Super Mario Bros. 2 lors d'un Nintendo Direct en avril 2012 pour une sortie mondiale en août 2012,,.
En plus de l'annonce du jeu en janvier 2012, le président de Nintendo Satoru Iwata annonce également l'arrivée de DLC pour la série Mario. De plus, il annonce que le jeu, ainsi que les prochains jeux Nintendo 3DS, seront disponibles en version boîte, mais également en version téléchargeable, grâce au Nintendo eShop,.

## Accueil

### Critiques
Le jeu a reçu des critiques plutôt positives, mais avec comme point négatif le manque d'innovation. Le jeu est cependant moins noté que son prédécesseur : New Super Mario Bros. Wii.

### Ventes
Profitant de la sortie simultanée de la Nintendo 3DS XL au Japon le 28 juillet 2012, le jeu s'est écoulé à 407.503 unités en seulement deux jours de commercialisation. Au 12 août 2012, le jeu s'est vendu à plus de 760 000 exemplaires dans le monde entier. Le jeu dépasse la barre du million d'exemplaires vendus à la fin d'août 2012. Fin octobre 2012, le jeu est toujours dans le top 10 des meilleures ventes de jeu vidéo au Japon. New Super Mario Bros. 2 est le cinquième jeu 3DS le plus vendu au 31 mars 2015, avec 9,16 millions d'exemplaires écoulés. En avril 2018, Nintendo annonce 12,61 millions de ventes.